# Afonsinho
Pour les articles homonymes, voir Guimarães (homonymie) et Silva.
Afonso Guimarães da Silva, surnommé également Afonsinho (né le 8 mars 1914 à Rio de Janeiro au Brésil et mort le 20 février 1997 dans la même ville), était un joueur de football brésilien.

## Biographie
Durant sa carrière de joueur, Afonsinho ne joue que dans le championnat du Brésil (América, Flamengo, São Cristóvão et Fluminense) où il gagne 4 championnats de Rio. 
Il joue aussi en international avec le Brésil, disputant la Copa América 1937 et la coupe du monde 1938 en France.

## Palmarès

### Club
- Championnat carioca (4) :

América : 1931
Fluminense : 1940, 1941, 1946